# П'ять народів у одному союзі (Маньчжоу-го)

Державний прапор Маньчжоу-го

П'ять народів у одному союзі (трад. китайська: 五族協和, яп. 五族協和, кор. 오족협화, ханча: 五族協和, кор. лат.: O jok hyeop hwa) — національний девіз Маньчжоу-го, який символізував гармонію між п'ятьома етнічними групами маньчжурами, японцями, ханьцями, монголами та корейцями. Він був схожий на девіз «П'ять народів у одному союзі» (кит.: 五族共和) що використовувався Китайською Республікою який символізував гармонію між ханьцями, маньчжурами, хуей, монголами та тибетцями, але третій з чотирьох китайських ієрогліфів був змінений з "Єднання" (кит.: 共) на "Співпрацю" (трад. китайська: 協). Обидва девізи вимовлялися однаково японською мовою "Go zoku kyōwa".
Цей девіз був позначений на державному прапорі Маньчжоу-го, жовтим — основний колір (маньчжури) з чотирма смугастими кольорами у верхньому лівому куті: червоним (японці), синім (ханьці), білим (монголи) та чорним (корейці).

## Галерея

Знак розрізнення Manchuria Aviation Company, 1931–1945
Бойовий прапор Маньчжоу-го, 1932–1945
Знаки розрізнення армії Маньчжоу-го, 1932–1945
Знак розрізнення Повітряних сил Маньчжоу-го, 1937–1945
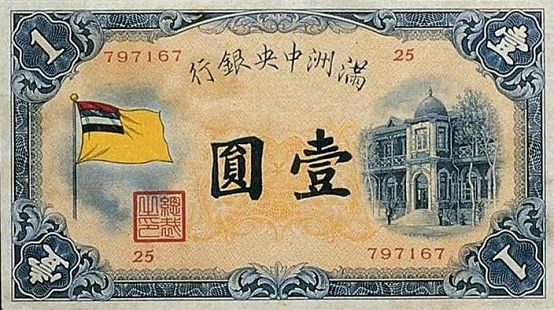
Банкнота 1 юань Центрального банку Маньчжоу-го, 1932
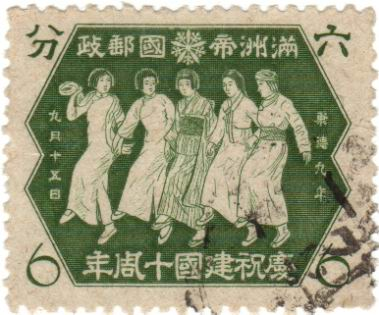
Ювілейна марка, що пропагує "Згоду національностей"
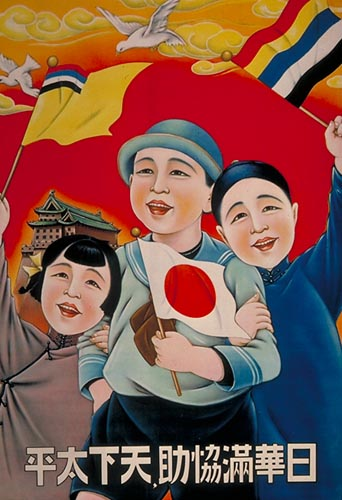
"При співпраці Японії, Китаю та Маньчжоу-го світ може бути у мирі", 1935
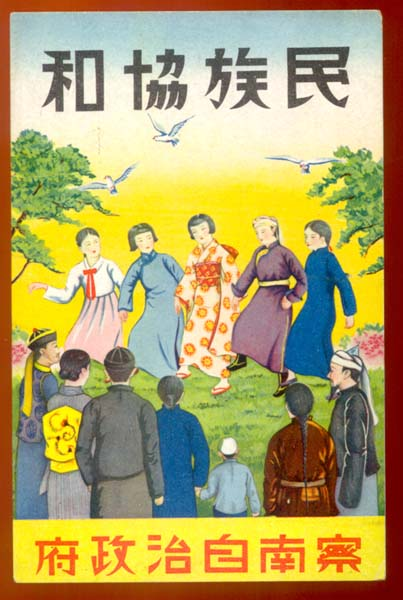
Пропаганда автономного уряду Південного Чахару, прибл. 1937–1939